# Errol Thurton
Errol Thurton, född 1944, är en friidrottare från Belize. Han deltog vid olympiska sommarspelen 1976.